# 亞納瓦亞區
亞納瓦亞區（西班牙語：Distrito de Yanahuaya），是秘魯的一個區，位於該國東南部普諾大區的桑迪亞省，始建於1962年4月23日，面積670.61平方公里，海拔高度1,550米，2005年人口3,486，人口密度每平方公里5.2人。